# アーサー・ラーセン
アーサー・"アート"・デビッド・ラーセン（Arthur "Art" David Larsen, 1925年4月17日 - 2012年12月7日）は、アメリカ・カリフォルニア州ヘイワード出身の男子テニス選手。1950年の全米選手権男子シングルス優勝者で、1954年の全仏選手権準優勝もある。左利きの選手で、第2次世界大戦後の全米選手権男子シングルスで初の左利き優勝者になった。ラーセンのテニスは、ボールの繊細なタッチに大きな特徴があった。彼は周囲にあるものを“ポンポンと音を立てて触る”（英語：tap）癖があったことから、“Tappy”（タピー）というニックネームで呼ばれた。「アート・ラーセン」（Art Larsen）の名前で文献に記載されることも多い。

## 来歴
アート・ラーセンは第2次世界大戦中、アメリカ陸軍の兵士としてヨーロッパの戦場で働いた。陸軍を退役してからテニスの競技生活に入ったため、彼のデビュー年齢は23歳と遅く、1948年から全米選手権に出場し始める。1949年の同大会で、ラーセンはパンチョ・ゴンザレスとの準々決勝に勝ち上がった。1950年から海外の4大大会にも遠征を開始し、全仏選手権とウィンブルドン選手権の2大会連続でベスト8に入る。1950年の全米選手権で、ラーセンは準々決勝でトム・ブラウン、準決勝でディック・サビットを破って勝ち進み、初進出の決勝でハーバート・フラムと対戦した。ラーセンは当時22歳のフラムに 6-3, 4-6, 5-7, 6-4, 6-3 のフルセットで競り勝ち、こうして「第2次世界大戦後の全米男子シングルスで、最初の左利き優勝者」になった。それ以前の時代にさかのぼると、1930年に優勝したジョン・ドエグ以来20年ぶりの左利き優勝者となる。
翌1951年、ラーセンはキャリアで唯一の全豪選手権に出場し、ケン・マグレガーとの準決勝まで勝ち進んだ。1951年と1952年の2年間男子テニス国別対抗戦・デビスカップのアメリカ代表選手を務める。大会前年優勝者として臨んだ1951年全米選手権で、ラーセンは準決勝でフランク・セッジマンに 1-6, 2-6, 0-6 のスコアで惨敗した。当時オーストラリア男子テニス界の第一人者であったセッジマンから、前年王者はわずか3ゲームしか奪えなかったのである。1952年のデビスカップで、ラーセンは対日本戦に起用され、シングルス戦で隈丸次郎と宮城淳を破ったが、これを最後にデ杯米国代表選手としての起用もなくなってしまう。
ラーセンは1951年、1度全日本テニス選手権で来日したことがあり、男子シングルス・ダブルスとも決勝に進出した。シングルス決勝では、当時の日本男子のエースだった隈丸次郎に 4-6, 3-6, 1-6 で敗れて準優勝になったが、隈丸と組んだダブルスで優勝した。
1954年の全仏選手権で、ラーセンは2度目の4大大会シングルス決勝進出を決めた。初進出の全仏決勝では、同じアメリカの後輩選手トニー・トラバートに 4-6, 5-7, 1-6 のストレートで敗れて準優勝に終わる。彼は1956年までテニス・トーナメントに出場したが、1957年に自動車事故で頭部に重傷を負い、ここで現役引退を余儀なくされた。1969年に国際テニス殿堂入りを果たしている。
「タピー」というニックネームの由来となったラーセンの習癖は、第2次世界大戦中のヨーロッパ戦闘体験から自然に身についたものであり、それが周囲の友人たちには奇異に感じられることもあったという。テニスの試合中には、コートのラインやネット、審判台の椅子まで“ポンポンと音を立てて触る”癖があり、肩の上に止まった鳥に語りかけるような独り言を言うこともあった。選手仲間として一緒に旅行する機会の多かった同時代のライバル選手、ヤロスラフ・ドロブニーは自伝『亡命したチャンピオン』（Champion in Exile）の中で、「アート・ラーセンはなぜリオが嫌いなのか」（Why Art Larsen Dislikes Rio）という題名の第14章を割き、旅行仲間の観点から彼の人柄を興味深く語っている。当時の「プロテニスツアー」を運営していたジャック・クレーマーは自著『ゲーム－テニスにおけるわが40年』（The Game: My 40 Years in Tennis）の中で、ドロブニーとは異なる観点から書き、彼の習癖は「見るには面白かったが、プロテニスツアー向きではなかった」と述べている。
2012年12月7日、カリフォルニア州サン・レアンドロで死去。87歳没。